# 安楽寺 (岐阜市)
安楽寺（あんらくじ、安樂寺）は岐阜県岐阜市伊奈波通りにある阿弥陀如来を本尊とする浄土宗西山禅林寺派の寺院で、山号は歓喜山。美濃新四国2番札所である。
永禄6年（1563年）に音海舜把により立政寺の末寺として開かれる。本誓寺、誓安寺や善澄寺などとともに伊奈波八ヶ寺と称された。天正10年（1582年）には本能寺の変の際に斎藤利堯から他の伊奈波八ヶ寺とともに禁制を受けている。
本尊の阿弥陀如来の他、薬師如来、豊川荼枳尼天、成田不動や子安地蔵尊を祀り、豊川閣とも称する。